# Efekt Meselsona
Efekt Meselsona – założenie występujące w teorii ewolucji, według którego pary chromosomów u organizmów rozmnażających się bezpłciowo ewoluują niezależnie od siebie, stając się z czasem mocno różne od siebie.